# Hinwil
Hinwil est une commune suisse du canton de Zurich, chef-lieu du district de Hinwil, située au pied du Bachtel.

## Géographie
Selon l'Office fédéral de la statistique, Hinwil mesure 22,3 km2.

## Démographie
Selon l'Office fédéral de la statistique, Hinwil compte 11 576 habitants fin 2022. Sa densité de population atteint 519 hab./km2.

## Histoire

Photo aérienne prise à 200 m par Walter Mittelholzer (1929).

La commune actuelle de Hinwil a été formée par la réunion, en 1798, des quatre villages qui composaient la paroisse de Hinwil : Hinwil, Ringwil, Wernetshausen et Hadlikon. Mais l'histoire de Hinwil est bien plus ancienne, puisqu'on a retrouvé les fondations d'une villa romaine du Ier siècle sous une église médiévale.
Pendant la seconde guerre mondiale, un camp de triage pour les réfugiés a été aménagé dans la localité de GIrenbad.

## Bâtiments
- Tour de Bachtel

## Sport
- Sauber, écurie de Formule 1.